# Raïon de Kropyvnytskyï
Le raïon de Kropyvnytskyï (en ukrainien : Кропивницький район) est un raïon (district) dans l'oblast de Kirovohrad en Ukraine.
Avec la réforme administrative de 2020, le nouveau raïon a absorbé les raïons de : Kropyvnytskyï, Kompaniivka, Novhorodka, Ustynivka, d'Oleksandrivka, Bobrynets, de Dolynska, Znamianka.

## Lieux d'intérêt
La réserve de Khoutir Nadia.

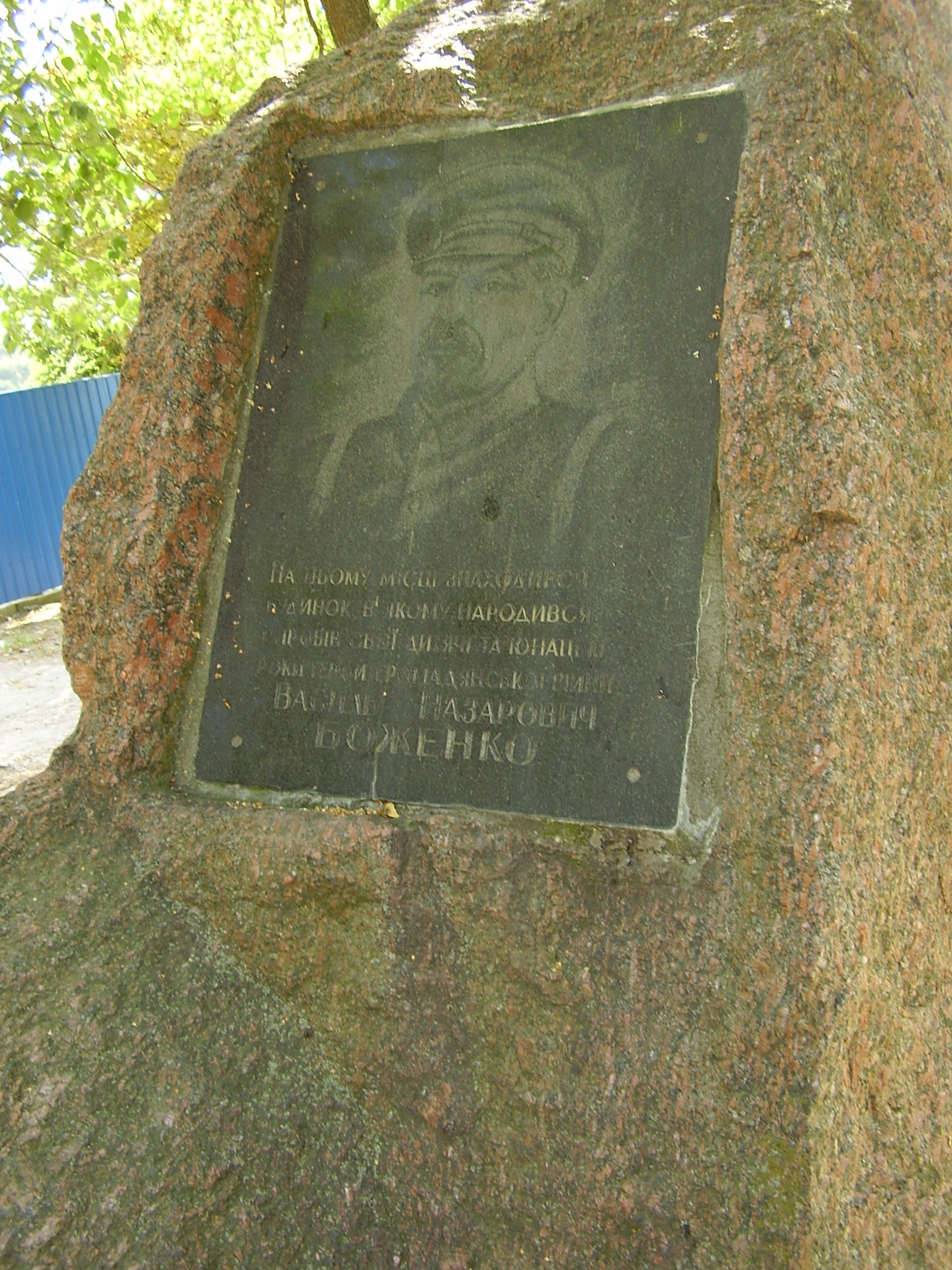
Mémorial à Vassyl Bojenko, classé[1],
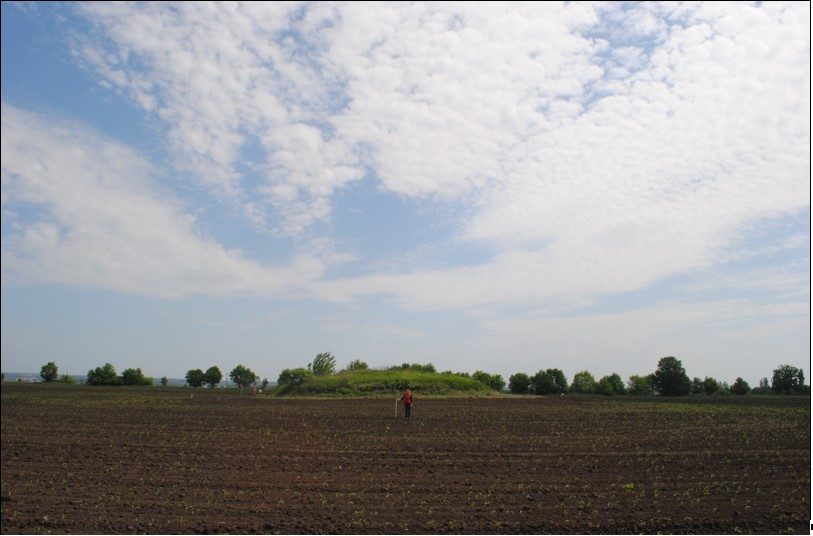
Kourgan à Sokolivske, classé[2],
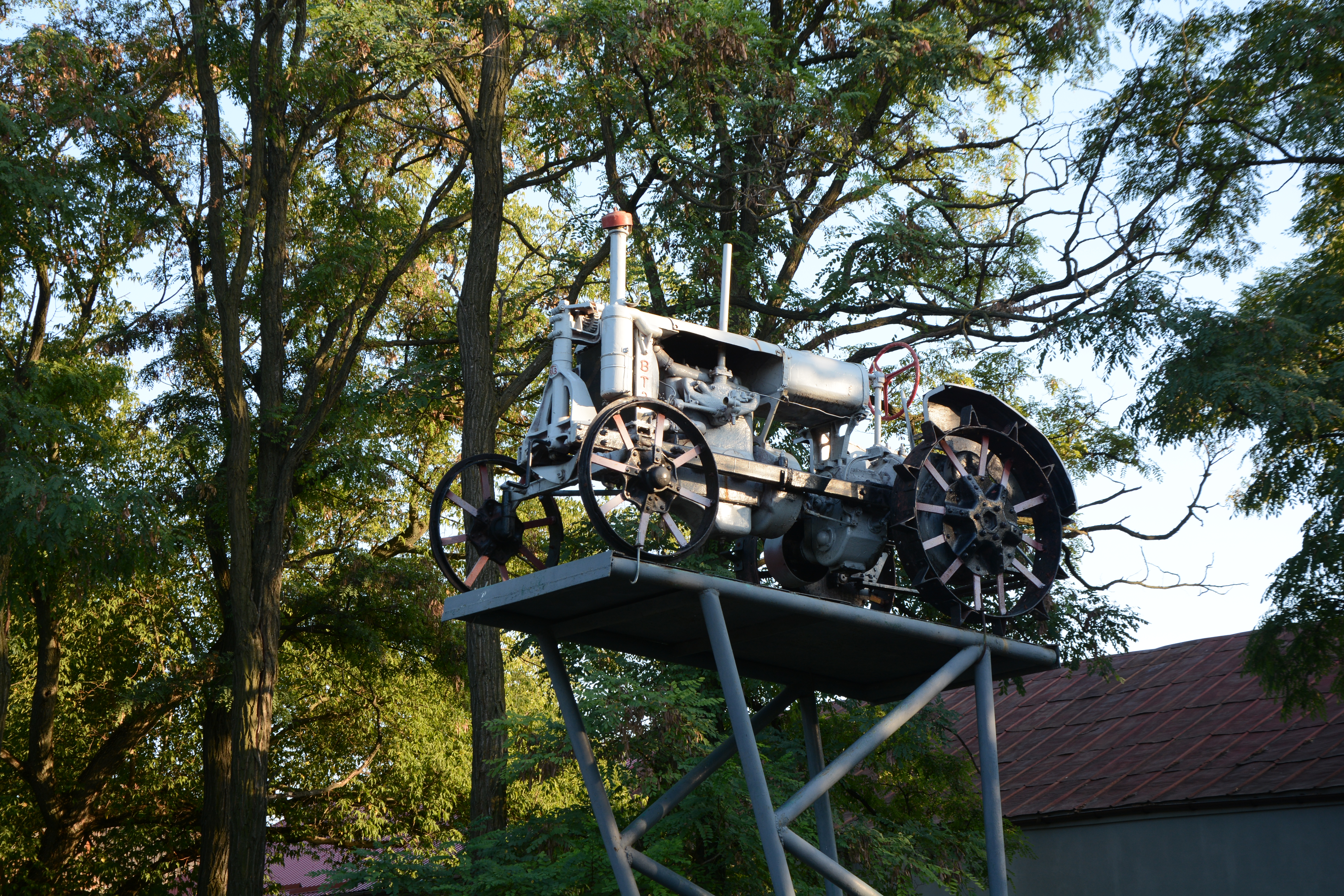
tracteur mémorial, classé[3] à Novohordka,
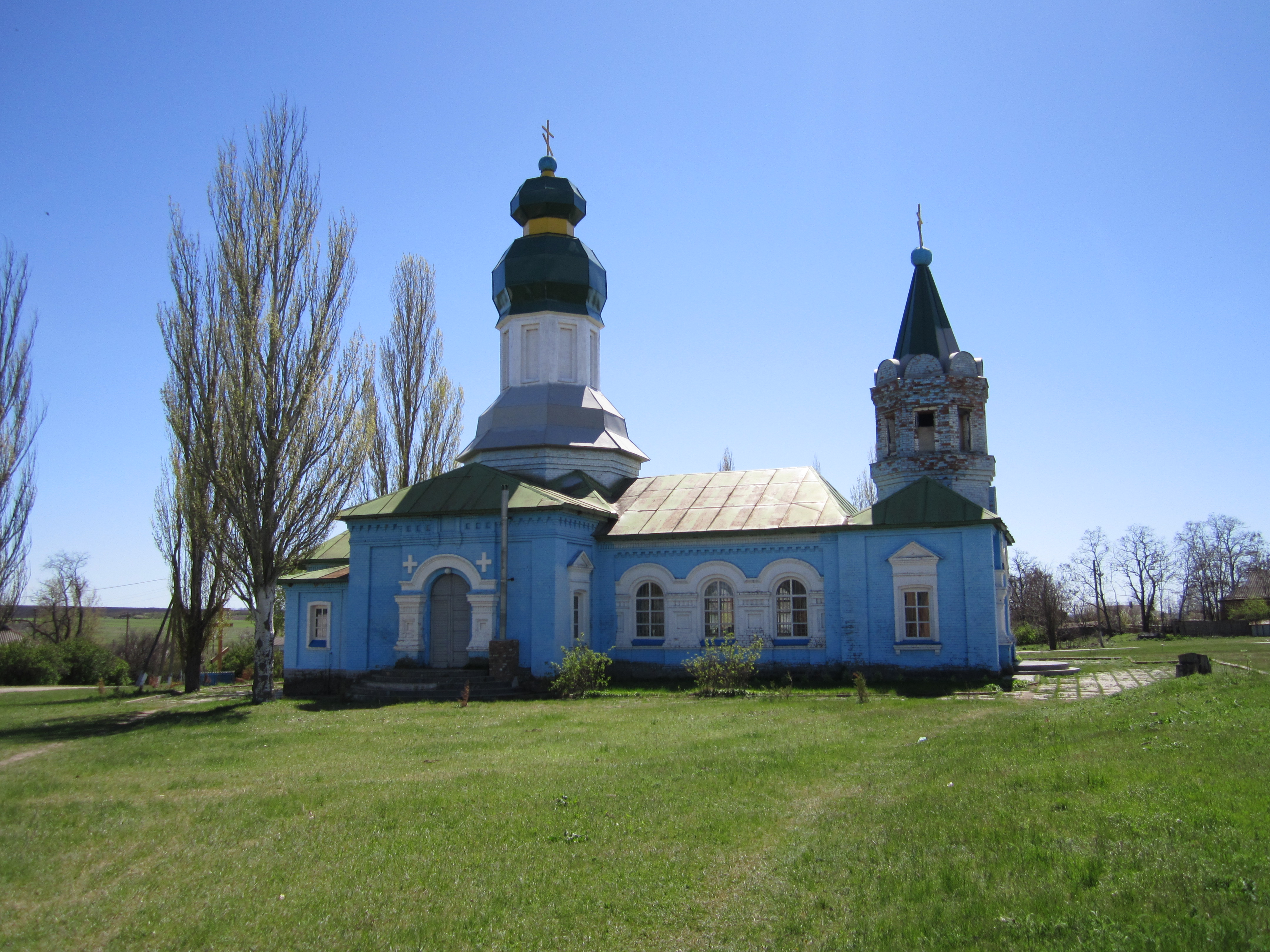
église notre Dame de Kazan, classée[4] à Oleksandrivka,
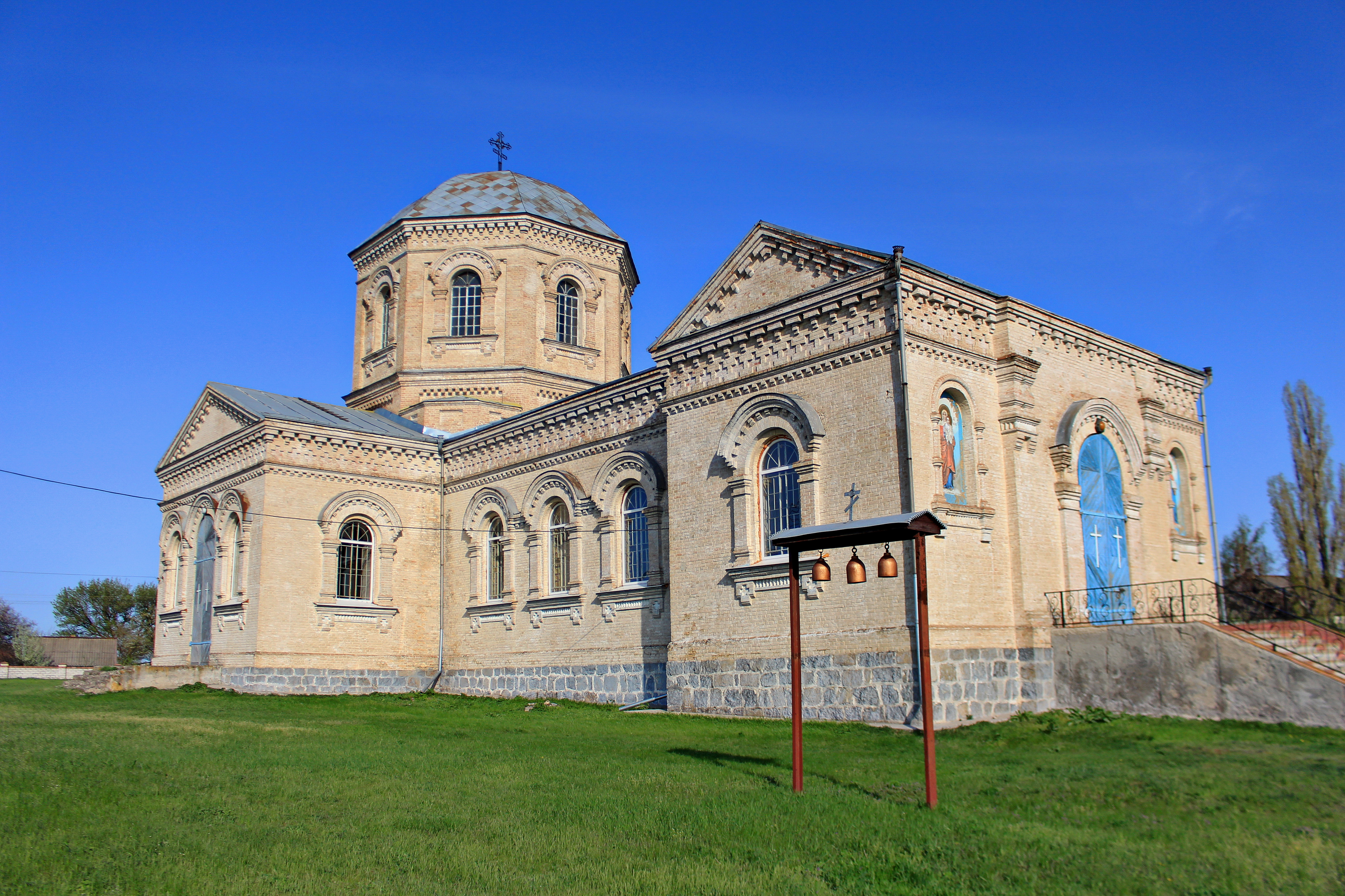
église de la Trinité, classée[5] à Kesytranivka,